# Cientificismo
El cientificismo, denominado a veces como cientifismo o cientismo, es la postura reduccionista que afirma la aplicabilidad universal del método y el enfoque científico, y la idea de que la ciencia empírica constituye la cosmovisión más acreditada o la parte más valiosa del conocimiento humano, con la exclusión de otros puntos de vista. Se ha definido como "la postura de que los métodos inductivos característicos de las ciencias naturales son la única fuente de conocimiento genuina y factual y que, en concreto, solo ellos pueden producir conocimiento auténtico sobre el hombre y la sociedad".El cientificismo implica que la ciencia es superior a otras formas de conocer la realidad y que no es sino la confianza en las capacidades epistemológicas de la ciencia.Entre sus más insignes representantes figuran filósofos como Mario Bunge, Gustavo Romero, James Ladyman y Alexander Rosenberg. 
El término cientificismo a menudo implica una crítica de la forma más extrema del positivismo lógico y se ha usado por científicos sociales como Friedrich Hayek, filósofos de la ciencia como Karl Popper, y filósofos como Hilary Putnam y Tzvetan Todorov para describir un apoyo dogmático al método científico y la reducción de todo el conocimiento a solamente lo que es medible, o según Hayek y Popper, una imitación burda de ese mismo método.
Cientificismo puede referirse a la ciencia aplicada "en exceso". El término puede tener uno de dos significados:
1. Para indicar el uso inapropiado de la ciencia o de afirmaciones científicas.[16] Este uso aplica también en contexto donde la ciencia no podría aplicarse,[17] como cuando el tema se considera estar más allá del ámbito de la investigación científica y en contextos donde no hay suficiente evidencia empírica para justificar una conclusión científica. En este caso el término es una réplica a apelar a la autoridad científica.
2. Para referirse a "la postura de que los métodos de la ciencia natural o las categorías o cosas aceptadas en ella, forman los únicos elementos adecuados de cualquier filosofía u otra investigación,"[18] o que la "ciencia, y solo la ciencia, describe el mundo como es en sí mismo, independiente de la perspectiva"[11] con la simultánea "eliminación de las dimensiones psicológicas de la experiencia".[19][20]

Historiadores, filósofos y críticos culturales lo han usado para destacar los posibles peligros de caer hacia un reduccionismo excesivo en todos los campos del saber humano. Para teóricos sociales de la tradición de Max Weber, tales como Jürgen Habermas y Max Horkheimer, el concepto de scientism se relaciona significativamente con la filosofía del positivismo, pero también con la racionalización de la sociedad occidental moderna. La escritora británica y feminista Sara Maitland ha llamado al cientifismo como un "mito tan pernicioso como cualquier otra clase de fundamentalismo". Ernesto Sabato habla en su ensayo Hombres y engranajes de la "superstición de la ciencia" (o la superstición hacia la ciencia) como la más contradictoria de todas las supersticiones, ya que vendría siendo la "superstición de que no se debe ser supersticioso". Decía: "la ciencia se había convertido en una nueva magia y el hombre de la calle creía tanto más en ella cuanto menos la iba comprendiendo".
La principal crítica realizada en contra del uso del término es su utilización por parte de los partidarios de las pseudociencias y la religión como escudo, no frente al cientificismo, sino frente a aquellos argumentos científicos y desarrollos teóricos que les resultan incómodos y contradicen sus creencias y dogmas. Desde una perspectiva religiosa se ha tratado de descalificar así los intentos de explicar como fenómenos naturales temas como la biología evolutiva, fenómenos como la moralidad o el impulso religioso por autores como Dennett, Francis Crick o Wolpert. El filósofo estadounidense Daniel Dennett respondió a la críticas de su libro Breaking the Spell: Religion as a Natural Phenomenon afirmando que «cuando alguien postula una teoría científica que a los críticos religiosos les desagrada, tratan de desacreditarla simplemente tachándola de "cientificista"».

## Cientificismo fuerte versus cientificismo débil o moderado
El cientificismo puede articularse de dos modos 
1. Cientificismo fuerte. La ciencia es la única forma de conocimiento legítimo.
2. Cientificismo débil o moderado. La ciencia no es la única forma de conocimiento legítimo pero sí la mejor por sobre de otros conocimientos.
Ambas modulaciones reconocen que la ciencia tiene cierto privilegio epistémico sobre otros saberes, lo que constituiría el núcleo distintivo del cientificismo (diferente de la mera pro-ciencia o de la sola tolerancia a la ciencia). Sin embargo, el cientificismo fuerte reduce todo el conocimiento legítimo a ése privilegio ubicado en la sola ciencia, mientras que el cientificismo moderado reconoce otros conocimientos posibles aunque siempre supeditados y considerados de menor calidad al conocimiento científico, más privilegiado. Para justificar tal estatus de mayor calidad del saber científico se suele apelar a diferentes descubrimientos básicos (bacterias y células, átomos, radiación, agujeros negros, ondas gravitacionales, leyes del aprendizaje, etc.) así como a distintas tecnologías alzadas con base en las ciencias (electricidad, vacunas, medicina moderna, radio, satélites, ordenadores, internet, aviones, etc.) que se argumenta, difícilmente o de imposible manera se hubieran obtenido sin la ciencia moderna disponible. 
El cientificismo fuerte suele ser descartado al considerarse una posición auto-contradictoria, pues la afirmación de que la ciencia sea el único conocimiento no se obtiene de ninguna ciencia (no se encuentra publicado en ningún artículo científico y no se deduce de ninguna teoría física, química, biológica, lógica, psicológica o sociológica; es un enunciado filosófico):

1. - La tesis de que “las ciencias son el único conocimiento sólido” es, a su vez, una proposición que no se da en ninguna disciplina científica particular: no reside en la química, la geología, la matemática o la sociología. Luego, es una afirmación extracientífica (y en particular, filosófica: de orden gnoseológico, y falsa). Al ser extracientífica y sostenerse como verdadera ya no es científica, por ende se auto-refuta tal tesis. Si se argumenta que no es verdadera entonces no tendría sentido alguno sostener ésa posición, y si se intenta decir que tal tesis se obtiene de la lógica pura como ciencia formal, o de la historia, entonces siempre se pueden demandar los correspondientes estudios revisados por pares donde esto se realice [...] Y finalmente, si se acepta que hay saberes no-científicos pero que “no son filosofía”, puede decirse que “de acuerdo”, que se le ponga el nombre que se quiera, pero es un conocimiento fuera de la ciencia y de orden general [...]

1. - La tesis de que “las ciencias son esencialmente la mejor forma exclusiva de conocimiento”, admitiendo varios saberes pero priorizando el científico, al ser tal proposición un conocimiento extracientífico de nuevo, obstaculiza aseverar que las ciencias son la mejor forma de saber [...] sería difícil justificar desde una menor validez una mayor validez.

Teixidó. Introducción a la filosofía de la ciencia sistemática en psicología. Capítulo 1, páginas 30-31.

Por lo que el cientificismo fuerte, pese a intentar mostrarse como una posición ilustrada y racionalista, paradójicamente sería una postura irracional e ilógica. De este modo, la mayoría de cientificistas suelen decantarse más por la modulación de corte moderado o débil que no incurre en esta rápida objeción lógica (v. Filosofía científica).

## Anarquismo epistemológico
El anarquismo epistemológico, anarquismo metodológico o dadaísmo epistemológico, es una teoría epistemológica propuesta por el filósofo de la ciencia austríaco Paul Feyerabend,  que sostiene que no existen reglas metodológicas útiles y libres de excepciones que rijan el progreso de la ciencia o el crecimiento del conocimiento.
Sostiene que la idea del funcionamiento de la ciencia mediante reglas fijas y universales es irreal, perniciosa y perjudicial para la ciencia misma. Según Feyerabend, a lo largo de la historia de la ciencia se han incumplido con éxito todas las reglas metodológicas del método científico. Señala además que no existe tampoco una separación clara entre lo que es ciencia y lo que no, indicando en ello que no sólo la ciencia ha aportado beneficios a la humanidad. Feyerabend pone de ejemplo a las ideologías y, como parte de su razonamiento, señala a la ciencia como una más entre muchas.

## Comunicación científica
Jürgen Habermas ha argumentado que entender adecuadamente el cientificismo requiere ir más allá de la noción de Weber de la racionalización y distinguir entre racionalidad instrumental, que implica el cálculo y la eficiencia (en otras palabras, reducir todas las relaciones a los medios y los fines) de la racionalidad comunicativa, que consiste en la ampliación del alcance de la comprensión mutua dentro de la comunicación.